# Porcellionides saussurei
Porcellionides saussurei är en kräftdjursart som först beskrevs av Dollfus1896.  Porcellionides saussurei ingår i släktet Porcellionides och familjen Porcellionidae. Inga underarter finns listade i Catalogue of Life.